# Bière en Éthiopie
 (mars 2021).
Si vous disposez d'ouvrages ou d'articles de référence ou si vous connaissez des sites web de qualité traitant du thème abordé ici, merci de compléter l'article en donnant les références utiles à sa vérifiabilité et en les liant à la section « Notes et références ».

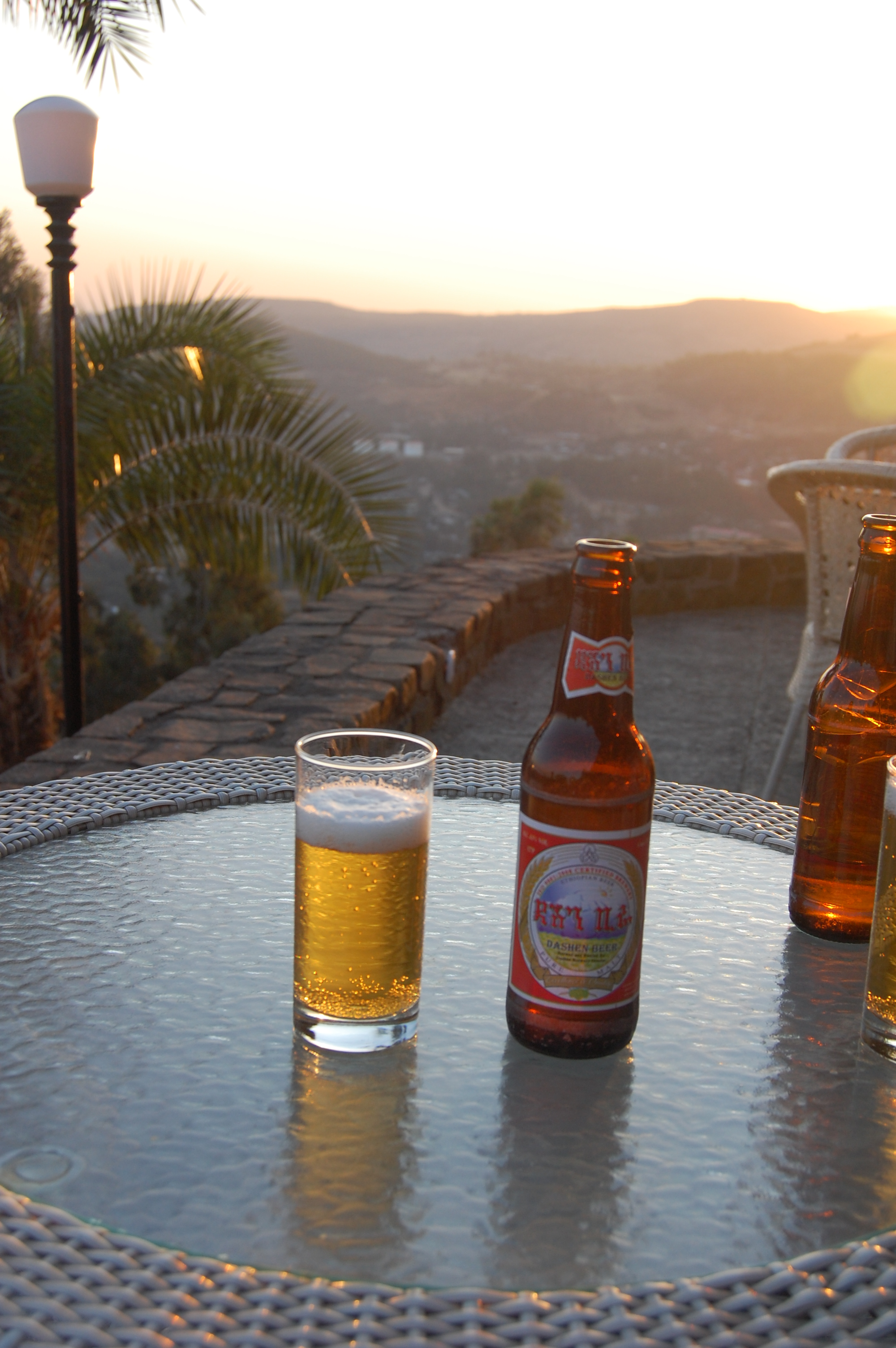
Bière de la brasserie Dashen;

En Éthiopie, la bière  est la boisson alcoolisée la plus populaire et la plus consommée , la bière blonde y étant le type de bière le plus consommé.

## Histoire
Une bière traditionnelle, la tella, habituellement faite de grains de teff, d'orge ou plus rarement de maïs ou de sorgho, et parfumée avec des feuilles de gesho, sorte de houblon local, est brassée en Éthiopie.
La première brasserie éthiopienne est fondée en 1922 et crée la St. George Beer, du nom du saint patron de l'Éthiopie. 
Des marques comme Meta et Bedele sont également des marques de bières et de brasseries anciennes, mais ont depuis été rachetées par des sociétés étrangères et rebaptisées.

## Industrie
L'industrie de la bière en Éthiopie a connu une croissance phénoménale depuis la fin du XXe siècle. Elle s'est transformée en l'une des industries les plus compétitives d'Éthiopie, avec des millions de birrs consacrés à la seule publicité. La compétitivité de cette industrie a conduit à plus d'investissements dans le secteur agricole, notamment dans la production de malt.

## Top 15 des marques de bière en Éthiopie
La liste est établie par RateBeer.com en 2017.
| Rang | Nom                             | Style              |
| ---- | ------------------------------- | ------------------ |
| 1    | Garden Bräu Ebony               | Dunkel/Tmavý       |
| 2    | Garden Bräu Blondy              | Dortmunder/Helles  |
| 3    | St George Amber Beer (Éthiopie) | Amber Lager/Vienna |
| 4    | Hakim Stout                     | Stout étrangère    |
| 5    | Raya Beer                       | Pale Lager         |
| 6    | Bedele Beer                     | Pale Lager         |
| 7    | Habesha Cold Gold               | Pale Lager         |
| 8    | Walia                           | Pale Lager         |
| 9    | Harar                           | Pale Lager         |
| 10   | Meta Premium                    | Premium Lager      |
| 11   | Bedele Special Beer             | Pale Lager         |
| 12   | Castel Beer (Éthiopie)          | Pale Lager         |
| 13   | Meta Beer Export Lager          | Pale Lager         |
| 14   | St. George Beer                 | Pale Lager         |
| 15   | Dashen Beer                     | Pale Lager         |